# Vláda Vojtecha Tuky

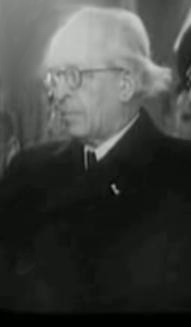
Předseda vlády Vojtech Tuka (1939)

Vláda Vojtecha Tuky existovala v období od 27. října 1939 do 5. září 1944 v období první slovenské republiky.

## Složení vlády
Všichni členové vlády byli zástupci Hlinkovy slovenské lidové strany - Strany slovenské národní jednoty (HSĽS-SSNJ).
| Portfej                           | Ministr             | Nástup do úřadu   | Odchod z úřadu    |
| --------------------------------- | ------------------- | ----------------- | ----------------- |
| Předseda vlády                    | Vojtech Tuka        | 27. října 1939    | 5. září 1944      |
| Náměstek předsedy vlády           | Ferdinand Ďurčanský | 28. října 1939    | 29. červenec 1940 |
| Náměstek předsedy vlády           | Alexander Mach      | 17. srpna 1940    | 5. září 1944      |
| Ministr vnitra                    | Ferdinand Ďurčanský | 27. října 1939    | 29. červenec 1940 |
| Ministr vnitra                    | Alexander Mach      | 29. červenec 1940 | 5. září 1944      |
| Ministr zahraničních věcí         | Ferdinand Ďurčanský | 27. října 1939    | 29. červenec 1940 |
| Ministr zahraničních věcí         | Vojtech Tuka        | 29. červenec 1940 | 5. září 1944      |
| Ministr národní obrany            | Ferdinand Čatloš    | 27. října 1939    | 2. září 1944      |
| Ministr financí                   | Mikuláš Pružinský   | 27. října 1939    | 5. září 1944      |
| Ministr školství a národní osvěty | Jozef Sivák         | 27. října 1939    | 5. září 1944      |
| Ministr spravedlnosti             | Gejza Fritz         | 27. října 1939    | 5. září 1944      |
| Ministr hospodářství              | Gejza Medrický      | 27. října 1939    | 5. září 1944      |
| Ministr dopravy a veřejných prací | Július Stano        | 27. října 1939    | 5. září 1944      |